# Сапунджиева къща (Тего Сапунджиев)
Вижте пояснителната страница за други значения на Сапунджиева къща.
Сапунджиевата къща (на гръцки: Οικία Σαπουντζή) е къща в град Лерин, Гърция. Дом на андартския капитан и кмет на Лерин Тего Сапунджиев, къщата е обявена за паметник на културата.

## Местоположение
Къщата е разположена във Вароша, на южния бряг на река Сакулева, на булевард „Елевтерия“ № 49.

## История
Построена е в 1920 година от майстори от Бел камен.
В 2015 година къщата е обявена за паметник на културата.

## Архитектура
В архитектурно отношение е неокласическа сграда с еклектични елементи, типичен пример за архитектурата от междувоенния период, в която има силни европейски влияния. Фасадата е триделна с ъглови тристранни издатини. Има сводести декоративни ниши, полуколони с капители, бароков фронтон, мозаечно поставени камъни, балюстри и пиластри в отворите. Зидарията е от мрамор от Корча във вид на мозайка (кошери), а крайъгълните камъни са оформени от светла облицовка. Рамките на прозорците също са от корчански камък.